# Patrizia Violi
Patrizia Violi (Bologna, 14 agosto 1949) è una linguista e semiologa italiana.
Ha collaborato con Umberto Eco. Attualmente è professoressa ordinaria di Semiotica all'Università di Bologna. Fa parte della redazione della rivista semiotica "Versus", per la quale ha curato diversi numeri monografici. È direttrice della Scuola Superiore di Studi Umanistici e dirige il Centro di Studi Semiotici e Cognitivi dell'Università di San Marino.

## Opere principali
- La controinformazione (con Umberto Eco, in Storia della stampa italiana, a cura di Valerio Castronovo e Nicola Tranfaglia, vol. VI: La stampa italiana del neocapitalismo, Roma-Bari: Laterza, 1976
- I giornali dell'estrema sinistra, Milano: Garzanti, 1977
- L'analisi del discorso (con Giovanni Manetti), Roma: l'Espresso ("Strumenti" n. 7), 1979
- I giornali. Guida alla lettura e all'uso didattico (con Omar Calabrese), Roma: l'Espresso ("Strumenti" n. 9), 1980
- cura di George Lakoff e Mark Johnson, Metafora e vita quotidiana, Roma: l'Espresso ("Strumenti" n. 13), 1982; Milano: Bompiani, 1998
- L'infinito singolare. Considerazioni sulla differenza sessuale nel linguaggio, Verona, Essedue, 1986
- Semiotica: storia teoria interpretazione. Saggi intorno a Umberto Eco (a cura di, con Patrizia Magli e Giovanni Manetti), Milano: Bompiani, 1992
- Significato ed esperienza, Milano, Bompiani, 1997
- La semantica "fin de siècle". Dalla fondazione di Michel Breal all'attualita della ricerca (a cura di), Milano: Bompiani, 2003
- Semiotica del testo giornalistico (con Anna Maria Lorusso), Roma-Bari: Laterza, 2004
- Semiotica. Antologia di testi (a cura di, con Gianfranco Bettetini, Omar Calabrese, Anna Maria Lorusso e Ugo Volli), Milano: Cortina, 2005
- Tecnologie di genere. Teoria, usi e pratiche di donne nella Rete (a cura di, con Cristina Demaria), Bologna: Bononia University Press, 2008
- Effetto MED. Immagini, discorsi, luoghi (a cura di, con Anna Maria Lorusso), Bologna: Lupetti, 2011
- Narratività. Problemi, analisi, prospettive (a cura di, con Anna Maria Lorusso e Claudio Paolucci), Bologna: Bononia University Press, 2012
- Paesaggi della memoria. Il trauma, lo spazio, la storia, Milano, Bompiani, 2014.
- Breve storia della letteratura rosa, Perugia, Graphe.it, 2020.
- Stranieri nel ricordo. Verso una memoria pubblica delle migrazioni (a cura di, con Daniele Salerno), Bologna: il Mulino, 2021
- La memoria degli oggetti (a cura di, con Matteo Giancotti e Luigi Marfè), Milano: Mimesis, 2023